# 李爾氏金剛鸚鵡
李爾氏金剛鸚鵡（英文名：Lear's Macaw、Indigo Macaw 或 Lear's Hyacinthine Macaw（Hyacinthine 意指「擁有如風信子般的紫藍色」，Hyacinthine Macaw 則是指紫藍金剛鸚鵡）），又名青藍金剛鸚鵡或靛藍金剛鸚鵡，是巴西特有的一種大型鸚鵡，生境局限於非常狹小的範圍（巴伊亞一帶），通常棲息於有高度的沙岩、溪谷崖壁，或有生長仙人掌、灌木等植物的半乾旱地帶。壽命約30至50年。

## 發現歷史

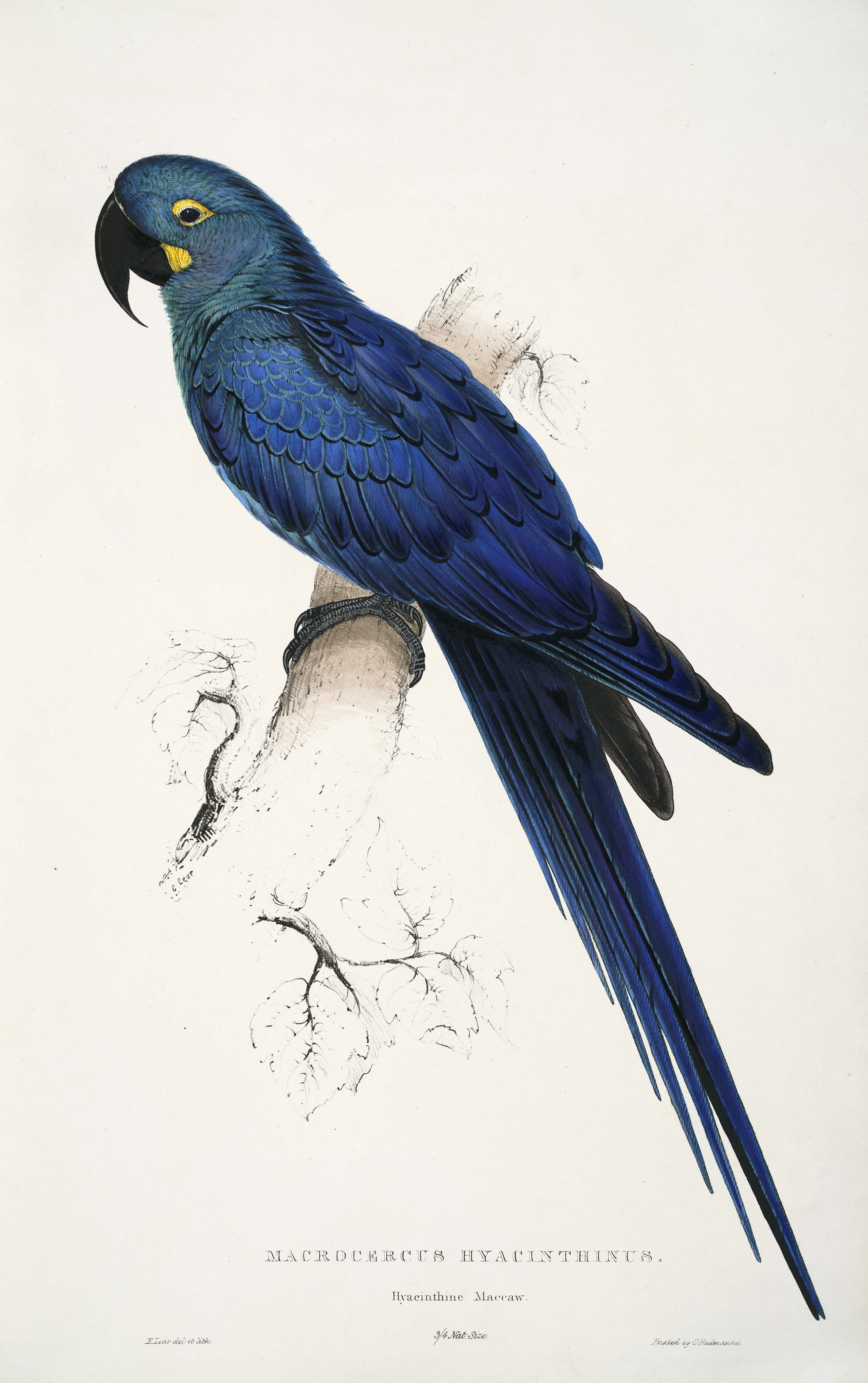
愛德華·李爾繪製的李爾氏金剛鸚鵡

種名來自於英國插畫家愛德華·李爾（Edward Lear），他於1830至1832年間出版過許多有關鸚鵡的圖鑑，在他1832年的作品《鹦鹉绘本》中就有李爾氏金剛鸚鵡的圖繪（圖中將李爾氏金剛鸚鵡錯誤描述成紫藍金剛鸚鵡）；圖鑑出版的20多年後，波拿巴正式描述並發表了此物種（但不是取自標本，而是以李爾的圖繪作為命名的依據），且取李爾的姓氏做為這種鸚鵡的種名。

## 辨識特徵
雌雄外表並沒有太大的差異，李爾氏金剛鸚鵡的體色呈亮麗的深藍色，其中翅膀羽色較鮮明，頭部、頸部、胸部和下腹帶點深藍綠色。鳥喙大，為灰色。虹膜褐色，眼部外圈有黃色的裸皮，下顎的地方有半月型的黃色裸皮。尾長。腳趾鉛灰色。聲音尖銳。全長約70至75公分，翼長約35公分，體重約940至950公克左右。
亞成鳥與成鳥相像，但尾部較短，喙較小，且身上藍綠色的區塊較不明顯。

### 與同屬其他種的區別[2]
在琉璃金剛鸚鵡屬的三種鸚鵡中，李爾氏金剛鸚鵡體型較小，但由於琉璃金剛鸚鵡屬的鳥類體色幾乎相同，因此有人會將李爾氏金剛鸚鵡視為其他種。
- 與紫藍金剛鸚鵡（Anodorhynchus hyacinthinus）相比，紫藍金剛鸚鵡的體型較大（體長可達1公尺），且體色較鮮明。
- 與淺藍綠金剛鸚鵡（Anodorhynchus glaucus）相比，雖然淺藍綠金剛鸚鵡體型與李爾氏金剛鸚鵡差不多（通常體長約為70公分左右），但李爾氏金剛鸚鵡的體色較偏藍色。

### 叫聲
在棲息中與飛行中都會不斷發出叫聲，為尖銳刺耳的「greeee-ah」。

## 繁殖
李爾氏金剛鸚鵡的繁殖季主要在10月至隔年5月間，主要在峭壁上築巢，一窩產兩個卵，根據籠養紀錄孵化期約28天。當一個族群需要尋找新棲地時，會先由少數雄鳥擔任「偵查」的任務，若發現有可能的掠食動物，便會以叫聲進行驅趕，李爾氏金剛鸚鵡的聽覺敏銳，能聽到幾英里外的聲音，飛行的時速也將近35英里，主要是為了能成功逃離天敵的獵食。

## 習性及保育

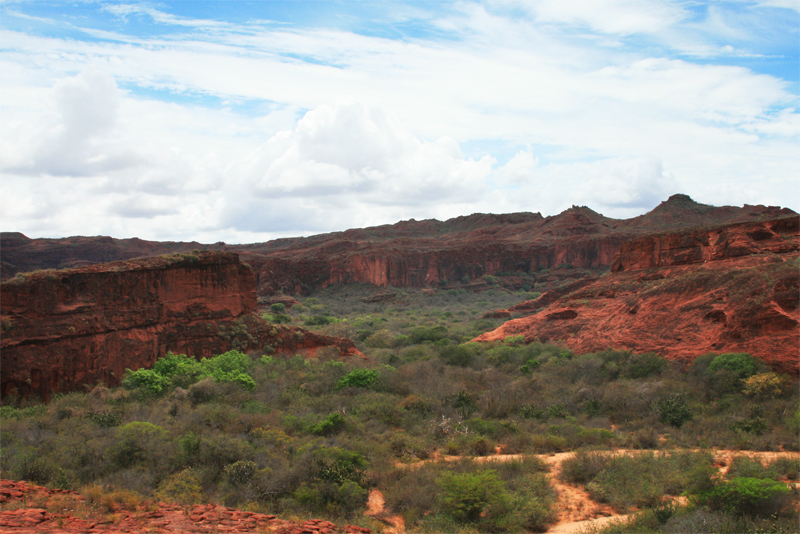
巴伊亞地區的砂岩峭壁地形是李爾氏金剛鸚鵡的主要棲息地

自從1832年李爾氏金剛鸚鵡的圖繪問世後，便因乾皮成了著名的貿易對象，使其野外群族的生存受到極大壓力。在如此強大的獵捕壓力下，李爾氏金剛鸚鵡的數量便迅速降低，甚至有一陣子被認為和同樣數量極為稀少的斯皮克斯金剛鸚鵡一樣完全消失了，直至1978年年底，鳥類學家赫爾穆特·席克（Helmut Sick）於巴西東北部內陸的砂岩懸崖上一種俗稱 Licurí 的棕櫚樹（Syagrus coronata）上被發現。李爾氏金剛鸚鵡除了以 Licurí 的果實與種子為食外，也有紀錄指出有時會以黒木相思（Acacia melanoxylon）、巴西破斧木（Schinopsis brasiliensis）、豆科菜豆族的 Dioclea 屬、麻瘋樹屬的 Jatropha pohliana、玉米、龍舌蘭等植物的花或種子為食；然而，Licurí 的果仁仍是主要的食物，每日最多可取食將近250顆，而 Licurí 本來遍佈當地達250,000平方公里的面積，但放牧活動破壞了絕大部份的 Licurí，而週期性的野火更使 Licurí 數量減少的問題加劇。現時正計劃種植50,000棵 Licurí。
由於李爾氏金剛鸚鵡主要棲息於砂岩峭壁，因此當地的峭壁亦已被保護。其後也開始有些許李爾氏金剛鸚鵡的觀察紀錄，但根據1998年的一項研究指出，李爾氏金剛鸚鵡在全球的數量可能僅存150隻不等。
李爾氏金剛鸚鵡常被捕捉並私運到外地，而農業發展亦破壞了原已非常狹小的活動範圍，李爾氏金剛鸚鵡現為世界自然保護聯盟紅色名錄的瀕危物種，並被列於華盛頓公約的附錄一，嚴禁進行交易。